# Francesco Del Tuppo
Francesco Del Tuppo (Napoli, 1443 circa – Napoli, dopo il 1498) è stato un letterato e tipografo italiano.

## Biografia
Appartenente a una famiglia legata alla dinastia aragonese (il padre Giacomo era notaio, così come lo saranno i fratelli Gaspare e Antonio), nel 1453 fu accolto da Alfonso d'Aragona a corte perché studiasse grammatica con gli spagnoli Melchiorre Miralles, dottore in teologia, e Ferrante di Valenza, confessore del re. La morte di Alfonso (1458) mise in difficoltà Francesco Del Tuppo: da un lato gli impedì di terminare gli studi universitari, e quindi di conseguire il dottorato, dall'altro di trovare facilmente una adeguata posizione a corte. Otterrà dal re Ferdinando l'ufficio di "scrivano de le jostre", con lo stipendio annuo di 12 once, solo nel 1469. 
Nel 1471 si era stabilito a Napoli, proveniente da Roma, lo stampatore tedesco Sisto Riessinger il quale aprì nella capitale partenopea la prima officina tipografica del Regno di Napoli pubblicando soprattutto opere di argomento giuridico, sia di commentatori classici (Bartolo da Sassoferrato, Baldo degli Ubaldi, Andrea da Isernia, ecc.) che di autori contemporanei. L'esordio di Francesco Del Tuppo nell'arte della stampa avvenne nel 1474 presso Riessinger, in veste di correttore del testo e di parziale finanziatore delle spese, con un'opera di Antonio D'Alessandro di cui Del Tuppo aveva seguito le lezioni nello studio napoletano nel 1473. Quando Riessinger nel 1478 se ne tornò a Roma, Del Tuppo divenne direttore della tipografia. De Tuppo fu il più prolifico degli editori e stampatori attivi a Napoli nel XV secolo. Ci restano di lui cinquantanove edizioni in gran parte firmate, venti delle quali sono di testi volgari. Dopo la partenza di Riessinger diminuì il numero dei testi giuridici ed aumentò quello dei testi letterari fra cui edizioni di Filocolo ed Elegia di Madonna Fiammetta di Boccaccio, la Divina Commedia di Dante (1479); Eroidi di Ovidio volgarizzate e Innamoramento di Rinaldo (1480), opere di divulgazione scientifica (per es., Il Libro del perché di Girolamo Manfredi e Practica medicinae di Bernard de Gordon) o libri devozionali (il Quadragesimale di Bartolomeo Orsini ed il Tractatus fidei di Francesco da Gaeta, vescovo di Squillace). Inoltre tradusse in volgare e pubblicò la Vita di Esopo e le favole esopiche di Gualtiero Anglico note come Anonimo di Nevelet; tali favole sono corredate da ben ottantotto xilografie (ventitré ad illustrare la Vita e sessantacinque le Favole), di autore anonimo.